# Ешенберген
Ешенберген (нім. Eschenbergen) — громада в Німеччині, розташована в землі Тюрингія. Входить до складу району Гота. Складова частина об'єднання громад Нессеауе.
Площа — 12,66 км2. Населення становить 715 ос. (станом на 31 грудня 2021).